# Daniele Scarpa
Daniele Scarpa (ur. 3 stycznia 1964 w Wenecji) – włoski kajakarz, dwukrotny medalista olimpijski z Atlanty.

## Kariera
W Atlancie w duecie z Antonio Rossim zwyciężył na 1000 metrów, a na dwukrotnie krótszym dystansie zajął wspólnie z Beniamino Bonomim drugie miejsce. Były to jego czwarte igrzyska, debiutował już w 1984 w Los Angeles. Stawał na podium mistrzostw świata (m.in. dwa razy złoto w dwójce w 1995).